# Grauer Lärchenwickler
Der Graue Lärchenwickler (Zeiraphera griseana, Syn.: Zeiraphera diniana) gehört zu der Familie der Wickler. Er zählt zu den Forstschädlingen, der auf allen Altersstadien der Fichte vorkommt. Besonders schwere Schäden ruft er jedoch bei der in den Alpen verbreiteten Europäischen Lärche hervor und wechselt in den Arven-Lärchenwald auch auf die Zirbelkiefer über, die er gleichfalls stark schädigt.

## Merkmale

### Imago
Der Graue Lärchenwickler hat lange, schmale Vorderflügel, die in der Regel hellgrau, hell- und dunkelbraun marmoriert sind. Es werden jedoch gelegentlich auch farbliche Varianten beobachtet, die hellere bis fast weiße Vorderflügel haben.
Die hinteren Flügel des Grauen Lärchenwicklers sind breiter als die Vorderflügel. Ihre Farbe ist ein Braun-Grau; die Flügelenden sind spitz gerundet. An beiden Flügelpaaren, die eine Spannweite von 18 bis 20 Millimeter haben, trägt der Wickler einen fahlgrauen Fransensaum, der nur an der vorderen Flügelkante fehlt.

### Raupe und Puppe
Die Raupen des Grauen Lärchenwicklers sind anfangs schwarz. Ihre Körperfärbung entwickelt sich mit zunehmendem Alter auf ein schmutziges Grün hin, das von dunkelgrünen Längsstreifen unterbrochen wird. Die Beine der Raupen bleiben dagegen während dieses Entwicklungsprozesses schwarz. Kurz vor der Verpuppung nehmen die Raupen wieder eine dunklere Färbung an, wobei die vormals grünen Flächen sich über ein Braun hin zu einem schwarz verändern. Kurz vor der Verpuppung haben die Raupen eine Länge von 15 bis 19 Millimetern erreicht.
Die Puppe ist etwa acht Millimeter lang und von brauner bis rot-brauner Farbe.

### Synonyme
- Zeiraphera diniana Guenée, 1845[1]

## Verbreitung
Neben Nordsibirien ist das Hauptverbreitungsgebiet des Grauen Lärchenwicklers die Alpen. Er ist dort vor allem in Höhenlagen von 1600 m bis 2100 m zu finden. Fundberichte gibt es jedoch auch in Höhenlagen ab 500 m. Berichte über Fraßschäden liegen aus den Pyrenäen, England, Japan und Alaska vor. Attackiert werden dabei sehr unterschiedliche Bäume. Neben der Europäischen Lärche wird auch die Waldkiefer und die Fichte (Piceus abies) attackiert.

## Lebensweise
Die dämmerungsaktiven Falter sind in den Monaten Juli bis September zu beobachten. Tagsüber verharren die Falter mit den für Wickler typisch dachartig zusammengefalteten Flügeln in den Baumkronen.

## Ökologie
Gemeinsam mit der Zirbelkiefer bildet die Europäische Lärche den Arven-Lärchenwald, den typischen Waldtypus der oberen Baumgrenze in extremen Hochgebirgslagen. Es finden sich jedoch auch zahlreiche Gebirgswälder, die aus reinen Lärchenbeständen bestehen. Sie stehen im Wesentlichen im Hangfußbereich der Berge und auf leicht zugänglichen strahlungsexponierten Hängen. Dieses heutige Verbreitungsbild reiner Lärchenbestände geht zu einem großen Teil auf die jahrhundertelange Beeinflussung der Gebirgswälder durch den Menschen zurück. Ohne menschlichen Eingriff hätte die schattenverträglichere Zirbelkiefer die lichthungrige Lärche über die natürliche Waldsukzession allmählich verdrängt. Wo sich Gebirgsflächen jedoch zur Weidenutzung anboten, hat der Mensch gezielt die Zirbelkiefern und Fichten herausgeschlagen. Entstanden sind auf diese Weise lichtdurchflutete Wälder, die sich ähnlich wie die für die Eichelmast genutzten Eichenwälder der Tiefebene für die Weidewirtschaft eigneten.
Die alpine Weidewirtschaft ist heute nur noch von nachrangiger Bedeutung; damit müsste durch die natürliche Waldsukzession die Zirbelkiefer wieder einen stärkeren Anteil des Baumbestandes im Gebirgswald gewinnen. Tatsächlich bilden Zirbelkiefern in vielen Regionen mittlerweile eine zweite Baumschicht unter dem lichten Kronendach der Lärchen. Untersuchungen von Friedrich-Karl Holtmeier zeigen jedoch, dass hier ein neues Ökosystem von einer bislang nicht vorhandenen Stabilität entstanden ist, die eine Dominanz der Zirbelkiefer verhindert. Dies ist im Wesentlichen auf den Einfluss des Grauen Lärchenwicklers zurückzuführen. Der Graue Lärchenwickler zeigt in mehrjährigen Abständen eine Massenvermehrung, bei der die Lärchen kahlgefressen werden. Stehen ihnen Lärchen nicht mehr zur Verfügung, wechseln die Raupen des Lärchenwicklers auf den Zirbelkiefernbestand über und zerstören dessen Nadeln gleichfalls. Während Lärchen in der Regel durch einen Lärchenwicklerbefall nicht absterben, leiden die Zirbelkiefern sehr nachhaltig unter diesem Befall. Geschwächte Zirbelkiefern sind dann anfällig für den Befall durch weitere Schädlinge wie etwa den Echten Kiefernrüssler, die Arvenwolllaus oder den Borkenkäfer, sterben dann ab oder entwickeln sich zu Kümmerwuchsbäumen.